# Distretto di Ayvacık (Samsun)
Il distretto di Ayvacık (in turco Ayvacık ilçesi) è uno dei distretti della provincia di Samsun, in Turchia.